# لويد برادلي
لويد برادلي (بالإنجليزية: Lloyd Bradley)‏ هو صحفي بريطاني، ولد في 1955.